# Regionen Togos

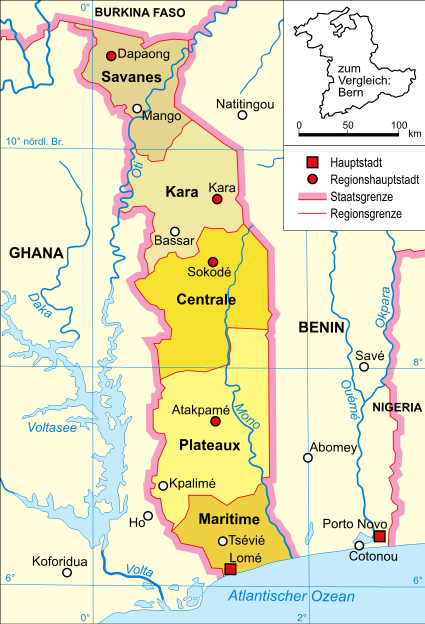
Die fünf Regionen Togos

Der westafrikanische Staat Togo gliedert sich in fünf Regionen (régions, Singular région), die wiederum in zusammen 39 Präfekturen mit insgesamt 117 Kommunen und 390 Kantonen unterteilt sind. 
| Region                                 | Bevölkerung | Fläche (km²) | Bevölkerungsdichte (Ew./km²) | Hauptstadt |
| -------------------------------------- | ----------- | ------------ | ---------------------------- | ---------- |
| Maritime (mit Lomé)                    | 2.565.696†  | 06.395       | 401                          | Lomé       |
| Plateaux                               | 1.363.997   | 16.974       | 080                          | Atakpamé   |
| Centrale                               | 610.140     | 13.182       | 046                          | Sokodé     |
| Kara                                   | 759.825     | 11.631       | 065                          | Kara       |
| Savanes                                | 816.098     | 08.603       | 094                          | Dapaong    |
| Togo gesamt                            | 6.115.756   | 56.785       | 108                          | Lomé       |
| Quelle: RPGH4-Zensus vom November 2010 |             |              |                              |            |

† davon Lomé 833.366

## Geschichte
Die Einteilung in die Regionen existiert so seit 1970. Anfang der 50er Jahre war das noch französische Togo eingeteilt in 6 "circumscriptions", 1955 wurden diese in die vier Regionen Centre, Maritime, Plateaux und Savanes aufgelöst, 1966 als Verwaltungseinheiten abgeschafft und 1970 wieder eingeführt. Als vorläufig letzte Änderung dieser Einteilung wurde die Region Kara 1981 aus Teilen der Regionen Centre und Savanes gebildet.